# Jonathan Walasiak
Jonathan Walasiak (Mons, 1982. október 23.–) belga válogatott labdarúgó.

## Pályafutása
Walasiak a belga Standard de Liège akadémiáján nevelkedett. 2000 és 2008 között a klub játékosaként 120 bajnoki mérkőzésen lépett pályára, melyeken 6 gólt szerzett. 2010-ben a Győri ETO FC játékosa volt, azonban bajnokin nem lépett pályára. 2015-ben vonult vissza.

## Mérkőzései a belga válogatottban
| #  | Dátum                | Ellenfél      | Eredmény | Kiírás              | Esemény |
| -- | -------------------- | ------------- | -------- | ------------------- | ------- |
| 1. | 2003. augusztus 20.  | Hollandia     | 1 – 1    | barátságos mérkőzés | 86'     |
| 2. | 2003. szeptember 10. | Horvátország  | 2 – 1    | Eb-selejtező        |         |
| 3. | 2005. október 8.     | Spanyolország | 0 – 2    | Vb-selejtező        | 61'     |
| 4. | 2005. október 12.    | Litvánia      | 1 – 1    | Vb-selejtező        | 15'     |